# Charmaine Howell
Charmaine Howell (Jamaica, 13 de marzo de 1975) es una atleta jamaicana retirada especializada en la prueba de 4x400 m, en la que consiguió ser subcampeona mundial en pista cubierta en 2001.

## Carrera deportiva
En el Campeonato Mundial de Atletismo en Pista Cubierta de 2001 ganó la medalla de plata en los relevos de 4x400 metros, llegando a meta en un tiempo de 3:30.79 segundos, tras Rusia y por delante de Alemania (bronce).